# Old Queen Street
Old Queen Street est une rue de la ville de Londres, dans la Cité de Westminster.

## Situation et accès
Old Queen Street commence à Storey's Gate et s’étend d’est en ouest jusqu’à Queen Anne's Gate. Longue d’environ 180 mètres, elle est parallèle à Birdcage Walk.
Les stations de métro les plus proches sont St. James's Park et Westminster, desservies par les lignes  Circle  District.

## Origine du nom

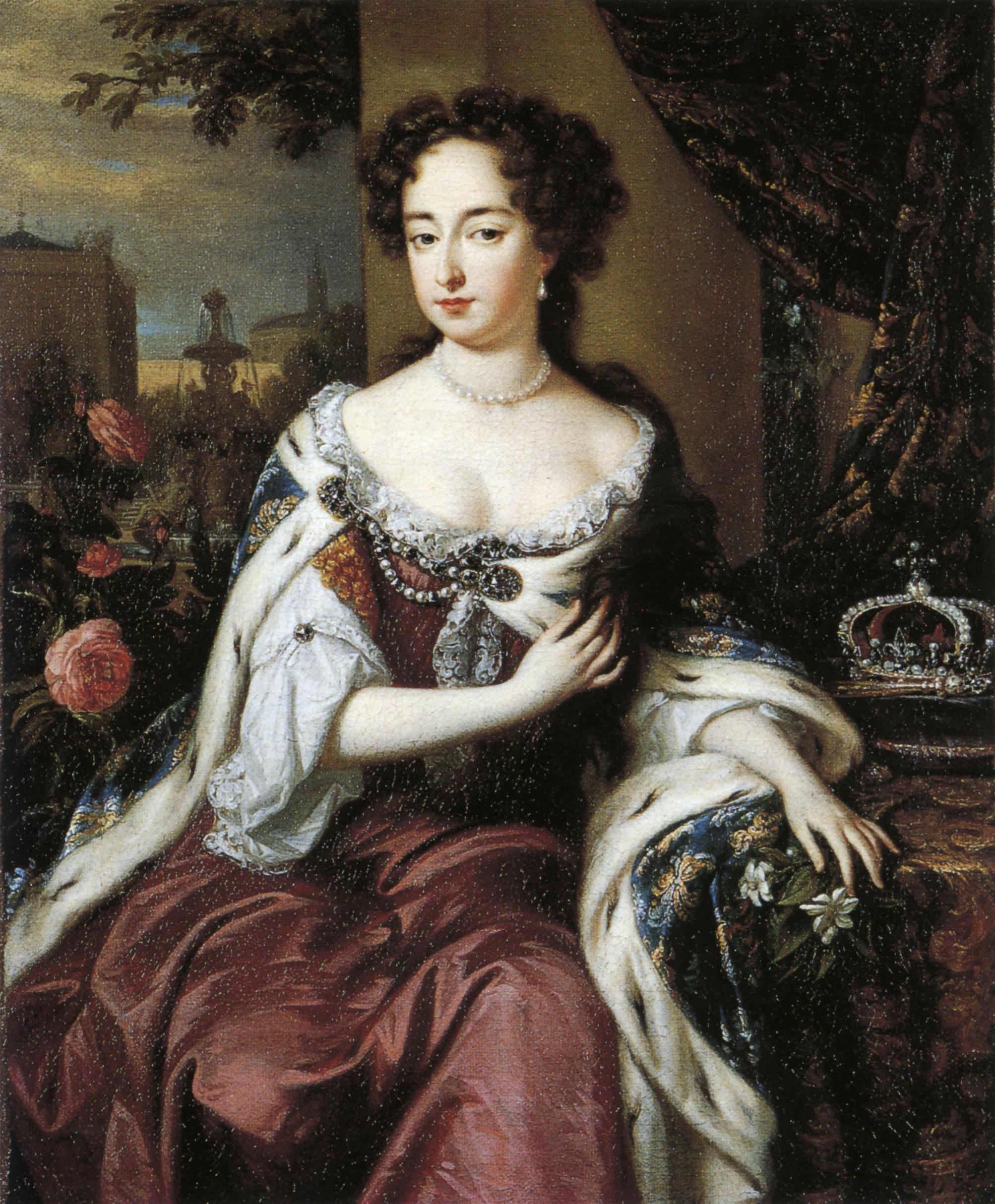
Marie II Stuart, en 1685.

Il y a une petite incertitude sur l’origine du nom de la rue, peu explicite.
En effet, selon la bibliothèque numérique British History Online, celle-ci prend le nom de Queen Street en 1697. Or il n’y a pas de reine à cette époque, le roi étant veuf. On peut donc penser que la rue évoque le souvenir de Marie II, morte trois ans plus tôt, épouse de Guillaume III, roi d’Angleterre.
Mais, selon le Guide to the Architecture of London, la rue est ouverte un peu plus tard, en 1704. En ce cas, son nom se rapporte à la reine Anne, reine d’Angleterre, d’Écosse et d’Irlande de 1702 à 1714. C’est d'ailleurs à cette dernière que fait référence la rue voisine, Queen Anne's Gate.

## Historique
Au début du 16e siècle, le site est occupé par un domaine appartenant à la Fraternité Sainte-Marie.
En 1697, la rue prend le nom de Queen Street.
Au milieu du 18e siècle, la rue est divisée en deux sections : Great Queen Street et Little Queen Street. Elle est réunie en 1893 et prend alors son nom actuel : Old Queen Street.

## Bâtiments remarquables et lieux de mémoire

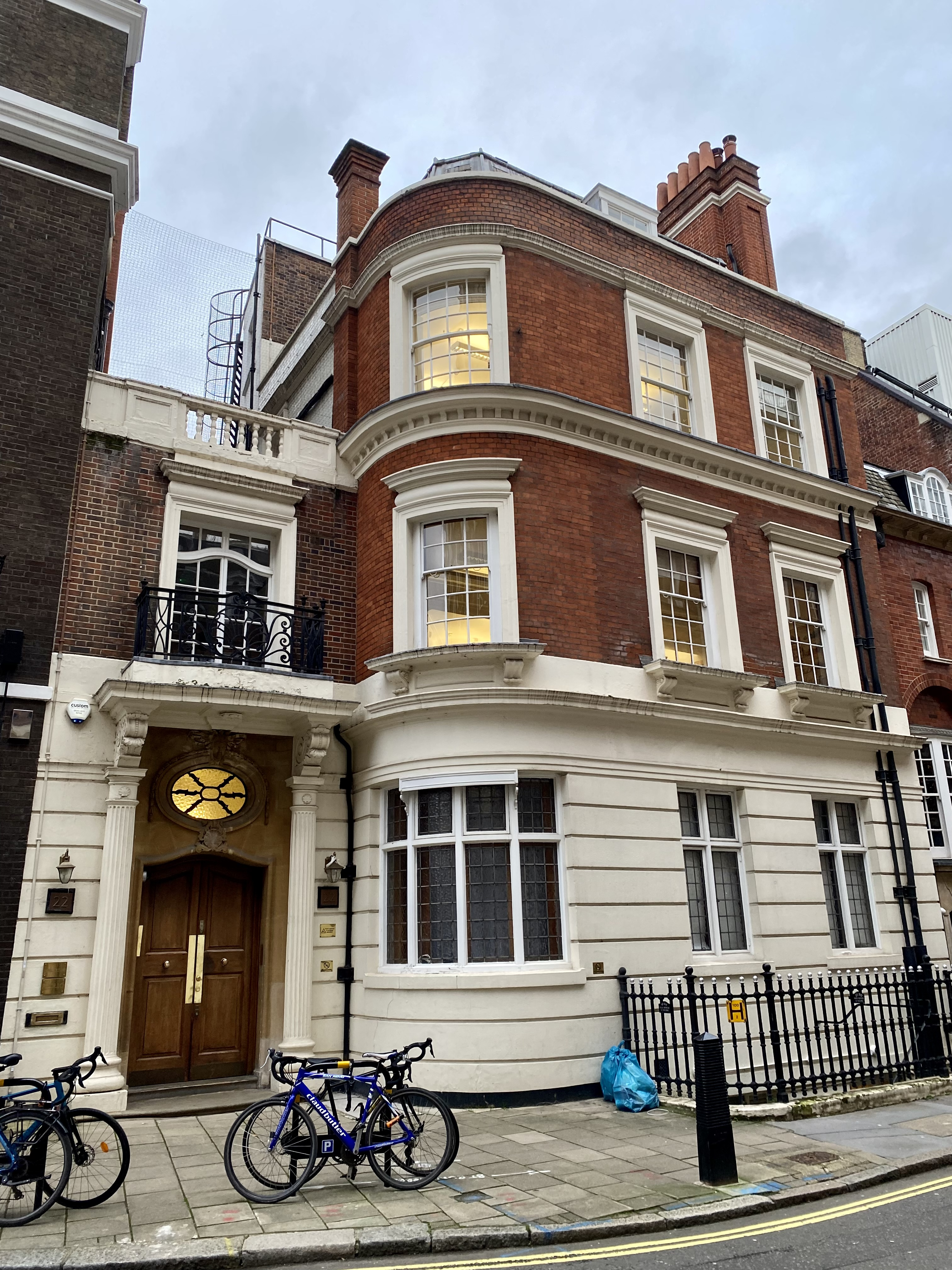
No 22.

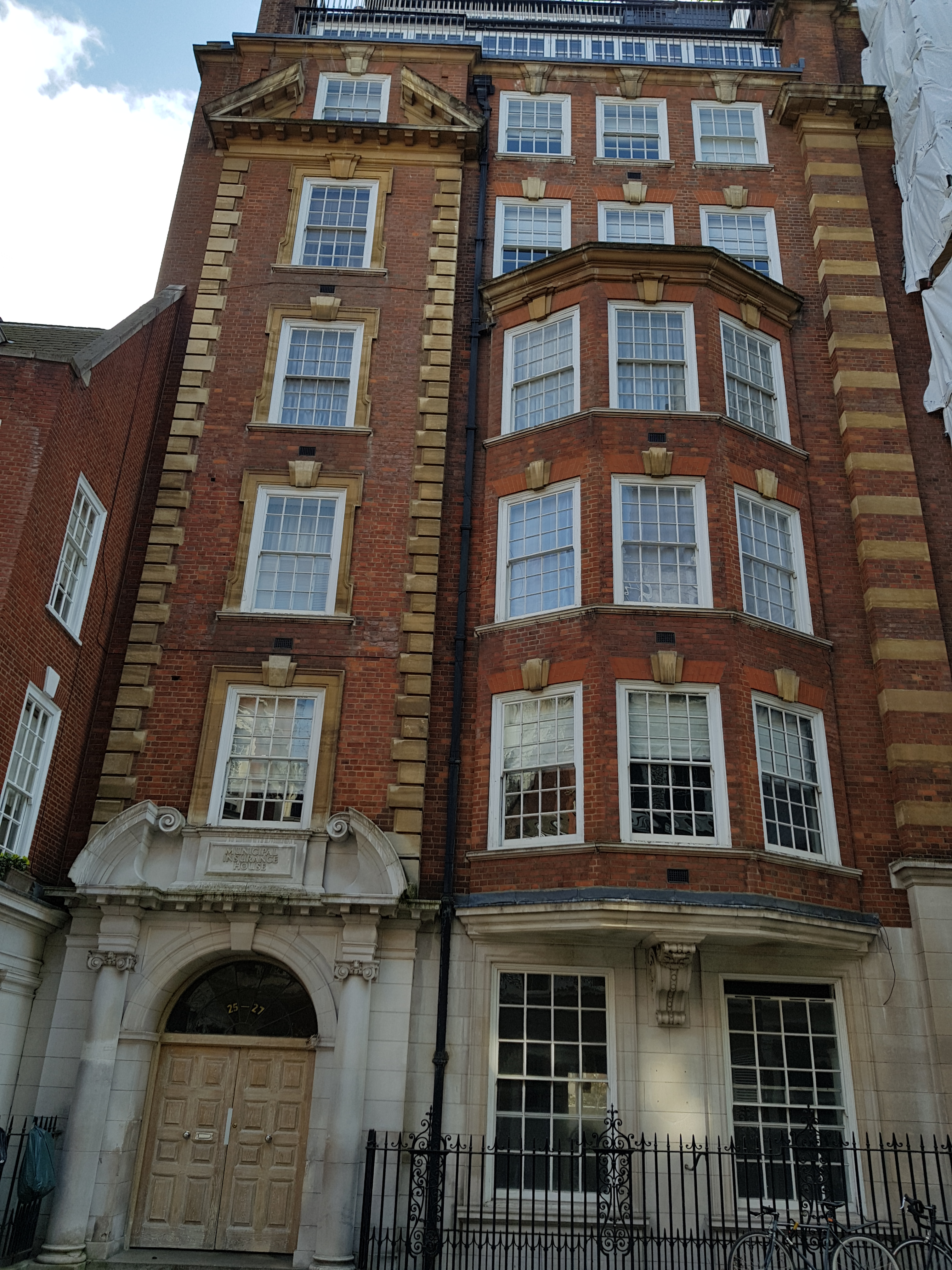
Nos 25-27.

- Nos 1-7 : agence nationale contre le crime (National Crime Agency).

- No 11 : édifice classé de grade II, datant de la période William & Mary (1690-1700).

- No 22 : dans ses Mémoires, la mécène Winnaretta Singer (1865-1943) rapporte s’être rendue à Londres pour la première fois avec le compositeur Gabriel Fauré en 1896 pour donner un concert dans le nouveau salon de musique de Leo Frank Schuster, dans Old Queen Street, qui devait être inauguré par un concert de musique orchestrale et vocale entièrement consacré aux œuvres de Fauré. « Ce fut une soirée inoubliable », raconte-t-elle[3].

- Nos 37-41 : ambassade du Chili.